# John Philippo
John Philippo (Hans Philippo) was leadzanger van de Haagse symfonische rockband Sfinx (1974-1980). Ook was hij leadzanger in de door Ton Scherpenzeel opgerichte band Europe. Tevens is hij korte tijd leadzanger van Kayak geweest. John Philippo vormde na zijn activiteiten met Sfinx met toetsenist Paul Smits, drummer Dennis Beavan (Plantenga) en basgitarist Glenn den Doop de formatie ISQ. Dit was in de periode 1982-1983. Daarnaast was John ook enige tijd verbonden aan de Haarlemse prog-rockband Taurus.